# Ерик Клептън
Ерик Патрик Клептън, CBE (на английски: Eric Patrick Clapton) е британски китарист, певец и текстописец. Той е единственият изпълнител, който е вписван три пъти в Залата на славата на рокендрола – като член на „Ярдбърдс“, „Крийм“ и като самостоятелен музикант. Оставяйки значима следа в историята на блуса и музиката въобще, Клептън е считан за един от най-важните и влиятелни китаристи на всички времена, заемайки второ място в класацията „100-те най-велики китаристи на всички времена“ на списанието Ролинг Стоун и четвърти в класацията на Гибсън – „50-те китаристи на всички времена“. За своя принос към музикалната култура през 1994 г. е удостоен със званието Офицер на Ордена на Британската империя, (съкратено OBE) от Кралица Елизабет II, а на 3 ноември 2004 г. на церемония в Бъкингамския дворец със званието Командор на Ордена на Британската империя, (съкратено CBE).
В средата на 1960-те напуска Ярдбърдс, за да отиде да свири блус с Джон Мейол и Блусбрейкърс. Веднага след като се разделя с Мейол, той се включва в Крийм. Това е пауър трио, състоящо се от барабаниста Джинджър Бейкър и бас-китариста Джак Брус, в което Клептън свири продължителни блус импровизации и „носещ изкуството в себе си, базиран на блуса психеделичен поп“. През 1970-те продукциите на Клептън са подвластни на мекия стил на Джей Джей Кейл и регето на Боб Марли. Неговата версия на I Shot The Sheriff помага за пласирането на регето на световния музикален пазар. Две от най-известните му песни са Layla, записана от Дерек Енд Дъ Доминос, поредната група, която сформира, и Crossroads на Робърт Джонсън, записана с Крийм. Синът му Конър умира през 1991 г. и Клептън изразява своята печал в песента Tears In Heaven, която поставя в албума Unplugged.
Носител е на 17 награди Грами и награда Брит за изключителен принос към музиката. През 1998 г. Клептън, самият той лекуващ се от алкохолизъм и зависимости от наркотиците, основава Център „Кросроудс“ на Антигуа, лечебно заведение за възстановяване от наркомании.

## Биография

### Ранни години
Ерик Клептън е роден на 30 март 1945 година в Рипли, графство Съри, Англия, син на 16-годишната Патриша Моли Клептън и 25-годишния канадски войник Едуард Уолтър Фрайър. Още преди раждането на сина му, Едуард е изпратен на фронта, след което се връща в Монреал. Ерик израства в дома на баба си (Роуз Клептън) и нейния втори съпруг (Джак Клеп), които дълго време счита за свои истински родители, а Патриша – за своя по-голяма сестра. По-късно майка му се омъжва за друг канадски войник и се премества в Германия, оставяйки Ерик при неговите баба и дядо.
Клептън получава първата си акустична китара като подарък за своя тринадесети рожден ден, но започва да свири редовно две години по-късно. От ранна възраст е повлиян от блус музиката и с часове се упражнява, свирейки на фона на записи с блус. За кратко учи в Колежа за изкуства в Кингстън. През 1958 година рокендрол вълната се разпростира върху целия свят. Клептън се интересува повече от корените на тази музика и започва да изследва творчеството на родоначалниците ѝ от Делтата на Мисисипи. Ерик открива, че блусът е подходящ за затворената му и вглъбена натура.

### Ярдбърдс и Джон Мейол и Блусбрейкърс
След като свири в две по-незначителни групи, през октомври 1963 година, по покана на Кийт Ралф и Пол Самюъл-Смит, Ерик Клептън се присъединява към блус рок групата Ярдбърдс. В Ярдбърдс впечатляващата му техника на свирене, силно повлияна от блуса, скоро започва да привлича вниманието на критика и публика. По време на 18-месечния си престой в групата Клептън записва и първите си албуми Five Live Yardbirds и Sonny Boy Williamson and The Yardbirds. През този период той получава и прословутия си прякор Slowhand („Бавната ръка“), който се ражда от неговия навик по време на концерт да сменя скъсана струна на китарата си под съпровода на бавните ръкопляскания на групата и публиката. През 1965 година Клептън напуска Ярдбърдс, когато групата започва да се отдалечава от блуса и да се ориентира към по-комерсиално звучене. На негово място в групата идва Джеф Бек.
Същата година той се присъединява към Джон Мейол и Блусбрейкърс, като китарните му сола се превръщат в основна атракция на концертите на групата и привличат фанатични почитатели. По улиците на Лондон се появяват графити с надпис „Клептън е Бог“. С Блусбрейкърс той записва албума Bluesbreakers With Eric Clapton.
В началото на 1967 година статутът на Клептън като китарист номер едно е сериозно разклатен с появяването на Джими Хендрикс. Когато Клептън чува за пръв път потресаващата версия на Хендрикс на песента „Killing Floor“, той разбира, че в негово лице има почти непобедим съперник. Стилът на Хендрикс оказва голямо влияние върху следващата фаза от музикална кариера на Клептън.

### Крийм
През 1966 година Клептън напуска Блусбрейкърс, за да сформира групата Крийм, заедно с двамата виртуозни инструменталисти Джак Брус (бас китара) и Джинджър Бейкър (барабани). Майсторските импровизации на триото и специфичното тежко рок-блус звучене, скоро донасят на Крийм международна известност, а на музикантите – статут на суперзвезди. От това време са албумите Disraeli Gears (1967), Wheels of Fire (1968) и Goodbye (1969). Виртуозното използване на блусовите форми и фразиране, бързите преходи и жалостивото вибрато превръщат Клептън в един от най-копираните за времето си китаристи, а невероятната енергия и емоционална наситеност на изпълненията му в такива песни, като Crossroads и White Room, се превръщат в стандарти в историята на рок и блус-китарата.
Раздирана от личностни и професионални противоречия, Крийм се разпада след два финални концерта в лондонската зала Ройъл Албърт Хол през ноември 1968 година.
От това време датира и близкото приятелство на Клептън с Джордж Харисън. Резултат от съвместната им дейност е съавторската песен Badge и участието на Клептън в песента на Харисън While My Guitar Gently Weeps от албума The Beatles (1968) на Бийтълс. Това приятелство по-късно е подложено на сериозно изпитание, когато Клептън се влюбва в съпругата на Харисън – Пати Бойд. На нея Ерик посвещава две от най-известните си песни Layla и Wonderful Tonight.

### Блайнд Фейт, Делани енд Бони и Дерек енд Доминос
В 1969 година Клептън и Джинджър Бейкър сформират групата Блайнд Фейт, заедно с пианиста Стийв Уинуд и басиста Рик Греч. Очакванията на публиката са за нова супергрупа, но стилът на Блайнд Фейт, повлиян от Уинуд, е по-мек и фолклорно ориентиран и групата не се радва на комерсиален успех. Музикантите се разделят, след като записват едва един албум.
Клептън е уморен от непрестанното внимание на пресата и очакванията на публиката и решава за известно време да се оттегли от светлината на прожекторите. Той започва турне като поддържащ музикант на американската група Делани енд Бони. Става близък приятел с Делани Брамлет, който го окуражава в опитите му в пеенето и композирането.
Клептън се изявява като способен вокалист в първия си солов албум, който е излиза през 1970 г.
Скоро след това той привлича студийните музиканти Карл Рейдъл (бас китара), Джим Гордън (барабани) и Боби Уитлок (клавишни) и образува групата Дерек енд Доминос, с Клептън като соло-китарист, вокалист и композитор. Името Дерек енд Доминос, произлиза от допусната грешка при представянето на групата при първото им появяване на живо и грешно произнасяне на първоначалното избрано име Ерик енд Дайнамос.
Китаристът Дуейн Олман от Олман Брадърс Бенд се присъединява към групата при записването на един от най-добрите албуми на Клептън и станал вече класически Layla and Other Assorted Love Songs (1970). Албумът е силно повлиян от блуса и представя прекрасното взаимодействие на соло-китарата на Клептън и слайд-китарата на Олмън.
Трагични събития обаче бележат кратката история на Дерек енд Доминос. По време на записите музикантите са потресени от новината за неочакваната смърт на Джими Хендрикс. В негова чест те записват една изключителна версия на Little Wing, която включват в албума. Една година по-късно, в навечерието на първото им американско турне, Дуейн Олмън загива при мотоциклетна катастрофа. Към неволите се прибавя и хладното посрещане на албума от критика и публика.
Натрупаното напрежение, както и претърпените любовни разочарования от несподелената любов с Пати Бойд, тласват Клептън към силна зависимост от хероина. За близо три години той напълно се изолира от света, като стига дотам, че започва да разпродава китарите си, за да се снабдява с наркотик.

### Солова кариера
За да му помогне да излезе от трудното положение, близкият му приятел Пит Тауншънд от Ху организира през 1973 година два концерта в лондонския Рейнбоу Тиътър, които са записани и служат като основа за албума The Rainbow Concert. Тези концерти са повратна точка в кариерата на Клептън. Той успява да преодолее зависимостта си от хероина и се появява отново на музикалната сцена с нов стил и силно присъствие като вокалист и композитор.
През 1974 година Клептън издава албума 461 Ocean Boulevard, в който набляга на песните за сметка на китарните импровизации. Неговата версия на I Shot The Sheriff става голям хит като има важно значение за разпространението на регето и музиката на Боб Марли пред по-широката аудитория.
Албумът от 1975 година There's One In Every Crowd продължава започнатия от 461 Ocean Boulevard стил. Клептън изоставя оригиналното заглавие на албума The World's Greatest Guitar Player (There's One In Every Crowd) („Най-великият китарист на света (във всяка тълпа има по един)“), тъй като решава, че иронията няма да бъде разбрана. До края на 1970-те години той продължава издаването на албуми и изнасянето на концерти, но така и не успява да покрие високите очаквания на публиката и да достигне славата от по-ранните си години. През 1978 година се жени за Пати Бойд Харисън (съпругата на неговия добър и верен приятел Джордж Харисън, който дори свири на сватбата им). Пати Бойд е причината за създаването на една от най-известните му песни – Wonderful tonight. Клептън я „сглобява“ само за няколко часа, докато чака Пати да се приготви за партито по случай 40-годишнината на Бъди Холи. Двамата се разделят в края на 1988 година, след дълъг период на взаимно отдаване на алкохола и дрогата.
През този период Клептън отново изпада в зависимост, този път от алкохола. Принуден е да постъпи на лечение в болница и се възстановява в Антигуа, където по-късно ще построи Кросроудс Сентър, център за рехабилитация от алкохолни и наркотични зависимости. През 80-те години единствено албумът Journeyman е приветстван по-възторжено от критиката и бележи сериозното завръщане на Клептън към блус корените му.
1990-те години отново са белязани от трагични събития. На 27 август 1990 година китаристът Стиви Рей Вон, който е на турне с Клептън, и двама души от техния помощен персонал, загиват в катастрофа с хеликоптер. Малко след този трагичен случай, на 20 март 1991 година, четиригодишният му син, Конър, загива, след като пада от 53-тия етаж на нюйоркски небостъргач. Скръбта от тежката загуба Клептън претворява в песента Tears In Heaven. Тази песен, както и излезлият през 1992 година акустичен концертен албум Unplugged спечелват 5 награди Грами.
През 1994 година с албума From The Cradle Клептън отдава почит към блус учителите си като записва версии на класически блус песни. През 1997 година печели Грами за песента Change the World. През 1999 година, след два неуспешни брака, Клептън (по това време 56-годишен) се жени за 25-годишната Мелия Макенъри, от която има три дъщери. Съвместният му албум с американската блус легенда Би Би Кинг Riding With The King става златен.
Ерик Клептън е единственият музикант, който е вписван три пъти в Залата на славата на рокендрола – като член на Ярдбърдс и Крийм и като самостоятелен музикант. На 24 юни 1999 година Клептън продава чрез аукционната къща Кристис 100 от китарите си (включително и Brownie, с която записва Layla), като събира близо 7 милиона долара за учредената от него фондация за борба срещу алкохолните и наркотични зависимости.
През май 2005 година Ерик Клептън, Джинджър Бейкър и Джак Брус се събират за четири знаменателни концерта на Крийм в лондонската Роял Албърт Хол.

## Китарите на Клептън
През годините Ерик Клептън ползва различни модели китари.
В началото на кариерата си той използва Gibson Les Paul от 1950-те години, което помага на Гибсън да изкара отново на пазара оригиналния си модел.
В Крийм Клептън продължава да използва модели на Гибсън, включително и Les Paul (която е открадната) и Gibson ES-335, но най-популярната му китара през този период е Gibson SG – модел 1961 г. Тази китара е известна както със специфичния си звук (който Клептън описва като „женски“) така и с атрактивния си вид – изрисувана в психиделик стил. Клептън свири с Gibson SG и на записите на While My Guitar Gently Weeps и Sunshine Of Your Love.
По-късно, може би под влиянието на Джими Хендрикс, Клептън започва да използва Fender Stratocaster. Най-известният модел от тази серия е Blackie, направена специално за него.
През 1988 фабриката за китари Fender създава модела Eric Clapton Stratocaster.

## Дискография
- 1970 Eric Clapton
- 1970 Layla and Other Assorted Love Songs (като Derek and the Dominoes) (концертен албум)
- 1972 History of Eric Clapton (компилация)
- 1972 Eric Clapton at His Best (компилация)
- 1973 Clapton (компилация)
- 1973 Live at the Fillmore (като Derek and the Dominoes) (концертен албум)
- 1973 Eric Clapton's Rainbow Concert (на живо 1972)
- 1974 461 Ocean Boulevard
- 1975 There's One in Every Crowd
- 1975 E.C. Was Here (на живо 1975)
- 1976 No Reason to Cry
- 1977 Slowhand
- 1978 Backless
- 1980 Just One Night (концертен двоен албум 1979)
- 1981 Another Ticket
- 1982 Time Pieces: Best Of Eric Clapton (1970 – 1978)
- 1983 Money and Cigarettes
- 1984 Too Much Monkey Business
- 1984 Backtrackin'
- 1985 Behind the Sun
- 1986 August
- 1987 The Cream of Eric Clapton
- 1988 Crossroads
- 1989 Homeboy
- 1989 Journeyman
- 1990 The Layla Sessions (като Derek and the Dominoes) (20th Anniversary Edition, Box Set)
- 1991 24 Nights (концертен албум 1990)
- 1992 Rush
- 1992 Unplugged (концертен албум 1992)
- 1994 From the Cradle
- 1995 The Cream of Clapton
- 1996 Crossroads 2: Live in the Seventies (Live from 1974 to 1978, Quadruple CD Set)
- 1998 Pilgrim
- 1999 The Blues (двоен албум)
- 1999 Clapton Chronicles: The Best of Eric Clapton
- 2000 Riding With the King (with B.B. King)
- 2001 Reptile
- 2002 One More Car, One More Rider (на живо 2001)
- 2004 Me and Mr. Johnson (албум с кавъри на Робърт Джонсън)
- 2004 Sessions for Robert J.
- 2005 Back Home
- 2010 Clapton - 2010
- 2013 Old Sock[8]
- 2014 The Breeze
- 2016 I Still Do
- 2016 Crossroads revisited
- 2018 Happy Xmas
- 2024 Meanwhile